# Cút California
Cút California, tên khoa học Callipepla californica, là một loài chim trong họ Odontophoridae. Đây là chim biểu tượng của tiểu bang California.
Chúng là loài định cư quanh năm. Mặc dù loài chim này cùng tồn tại tốt ở rìa của các khu vực đô thị, nhưng nó đang giảm dần ở một số khu vực khi dân số loài người tăng lên. Chúng ban đầu được tìm thấy chủ yếu ở phía tây nam Hoa Kỳ nhưng chúng đã được đưa vào các khu vực khác bao gồm British Columbia, Hawaii, Chile, Uruguay, Brazil, Argentina, Peru, Nam Phi, New Zealand, và đến Đảo Norfolk và Đảo King ở Úc. Những con chim này tìm kiếm thức ăn trên mặt đất, thường cào vào đất. Đôi khi chúng có thể được nhìn thấy kiếm ăn ở hai bên đường. Chế độ ăn chủ yếu là hạt và lá, nhưng họ cũng ăn một số loại quả mọng và côn trùng; ví dụ, quả Toyon là một nguồn thực phẩm phổ biến. Nếu giật mình, những con chim này bay vọt lên. Nhưng thông thường, chúng chạy thoát thay vì bay vọt lên.

## Các phân loài
Loài này có 7 phân loài.
- C. c. achrustera (Peters, 1923)
- C. c. brunnescens (Ridgway, 1884)
- C. c. californica (Shaw, 1798)
- C. c. canfieldae (Van Rossem, 1939)
- C. c. catalinensis (Grinnell, 1906)
- C. c. orecta (Oberholser, 1932)
- C. c. plumbea (Grinnell, 1926)